# Ok-Awyu jezici
Ok-Awyu jezici, skupina transnovogvinejskih jezika s otoka Nova Gvineja u Papui Novoj Gvineji i Indoneziji. Dijeli se na dvije osnovne grane, ok s 21 jezikom i awyu-dumut sa (15) jezika.
Skupina ok obuhvaća pet podskupina: ravničarski ili nizinski ok jezici (5); planinski (9); ngalum (3); tangko (1); zapadni (3).
Skupina awyu-dumut dijeli se na awyu (7); dumut (6); korowai (1); sawi (1)..
Nekada su ok i Awyu-Dumut jezici bili dijelovi sada nepriznatih centralnih i južnih novogvinejskih jezika,.